# Mỡ trừu

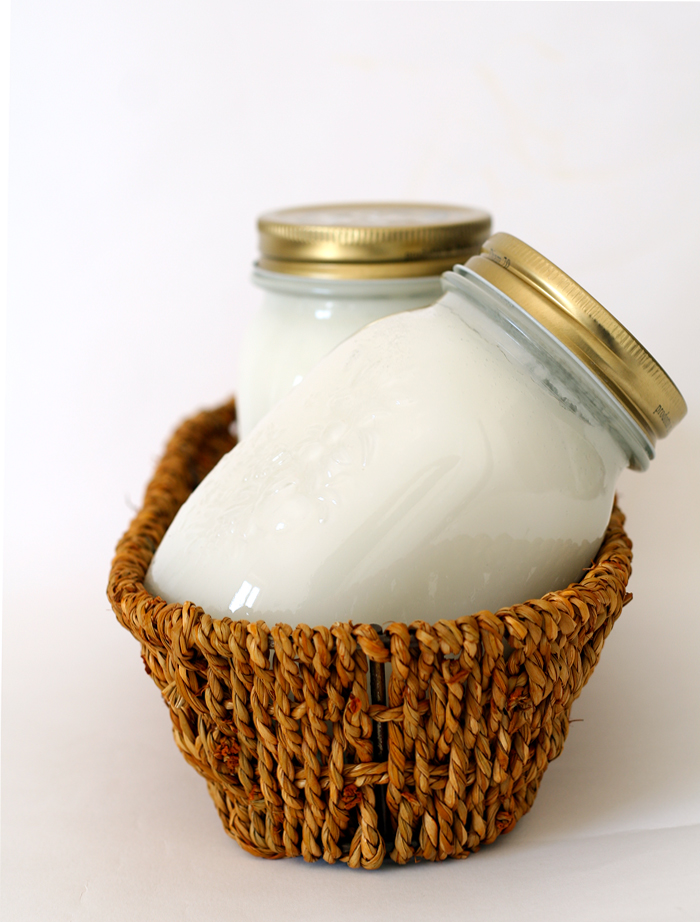
Hai lọ muối mỡ trừu (muối mì tôm)

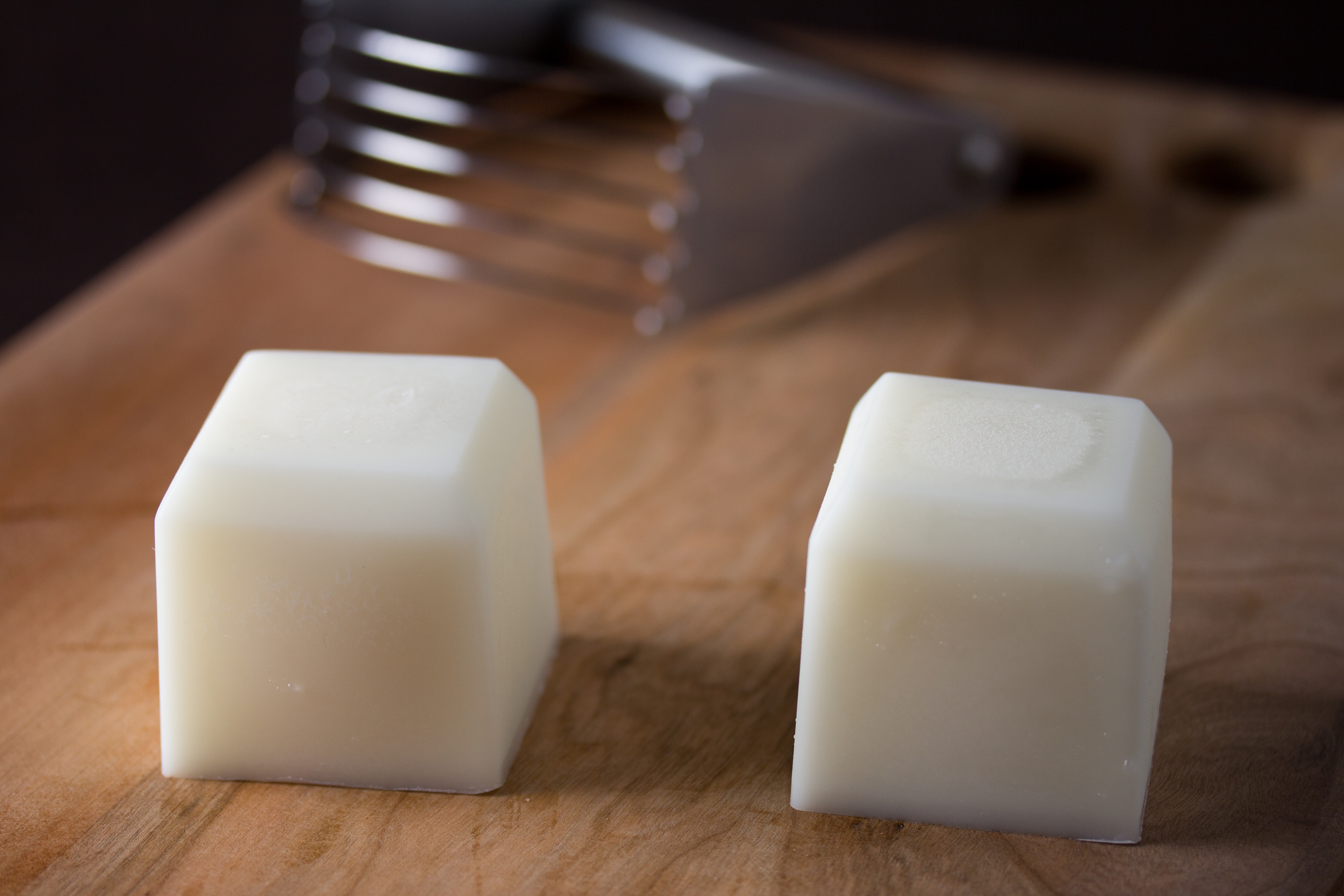
Hai viên muối mỡ trừu từ thực vật

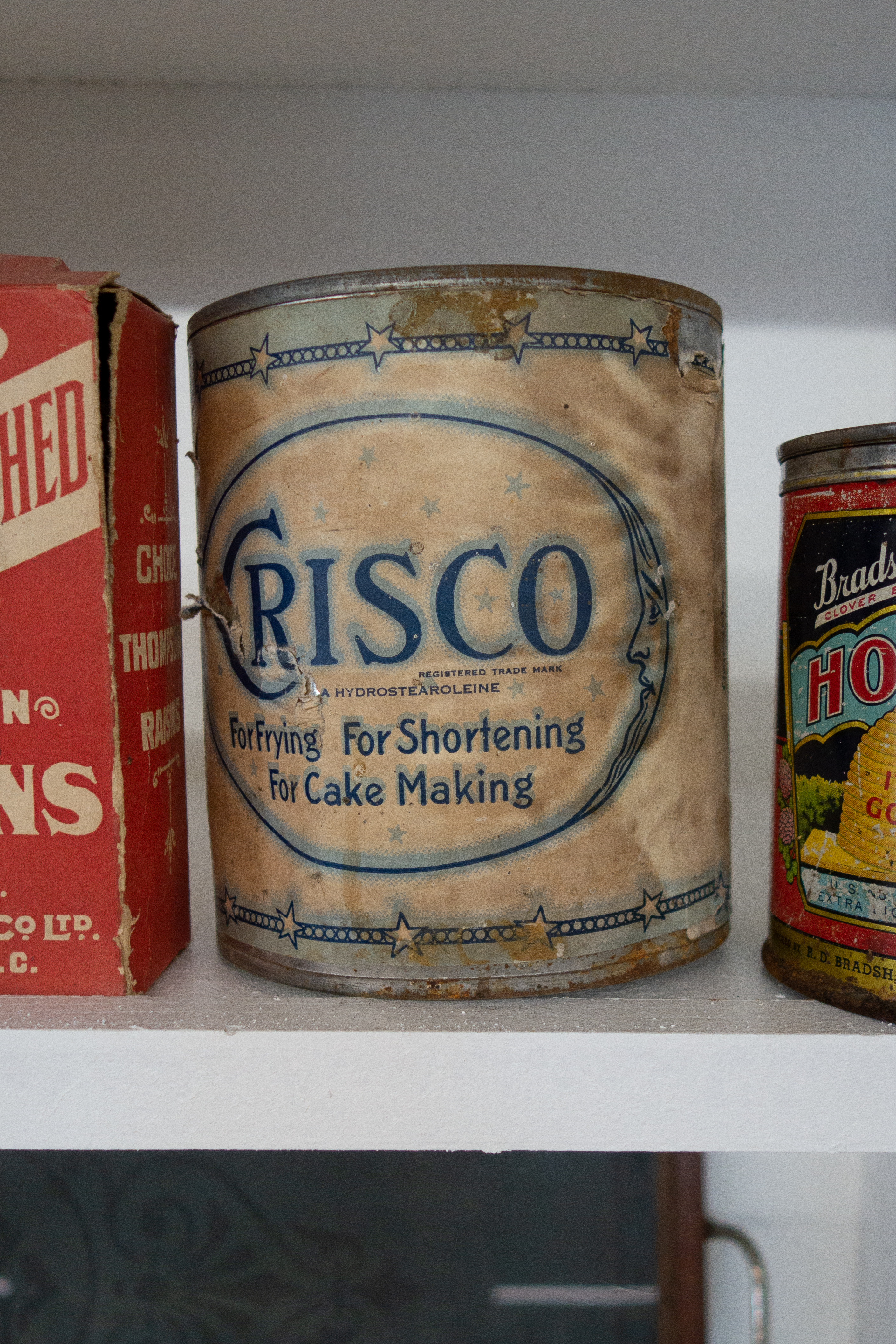
Một lon muối mỡ trừu

Mỡ trừu (Shortening) hay Mỡ cừu hay còn gọi thông dụng là muối Shortening hay Muối mì tôm (vì hay có trong mì gói ăn liền) là bất kỳ chất béo nào ở dạng rắn ở nhiệt độ phòng và được sử dụng để làm bột ngọt và các sản phẩm thực phẩm khác. Đó là một loại nguyên liệu chất béo ở dạng thể rắn, có màu trắng đục và được sản xuất từ dầu thực vật có pha trộn với mỡ động vật. Ý tưởng về muối rắn shortening xuất hiện ít nhất là vào thế kỷ XVIII, trước cả khi phát minh ra shortening thực vật hiện đại, có thể bảo quản trên kệ đồ. Trong những thế kỷ trước, mỡ lợn là thành phần chính được dùng để làm bột nhồi. Lý do nó được gọi là shortening là vì nó làm cho thực phẩm thu được từ quá trình cô đặc lại trở nên tan vụn. Chất béo rắn ngăn chặn liên kết chéo giữa các phân tử gluten. Liên kết chéo này sẽ tạo cho bột độ đàn hồi, do đó nó có thể được kéo dài thành những miếng dài hơn. Trong các loại bánh ngọt như bánh gato, không nên có độ đàn hồi, người ta sử dụng shortening để tạo ra kết cấu mong muốn. 
Ban đầu, hợp chất shortening đồng nghĩa với mỡ cừu, mỡ lợn, nhưng với phát minh ra bơ thực vật từ mỡ bò mỡ của nhà hóa học Hippolyte Mège-Mouriès người Pháp vào năm 1869, bơ thực vật cũng được đưa vào thuật ngữ này. Kể từ khi phát minh ra dầu thực vật hydro hóa vào đầu thế kỷ XX, "shortening" gần như chỉ có nghĩa là dầu thực vật hydro hóa. Bơ thực vật hiện đại chủ yếu được làm từ dầu hạt tinh chế và nước, và cũng có thể chứa sữa. Shortening thực vật có nhiều đặc tính giống với mỡ lợn như cả hai đều là chất béo bán rắn có điểm khói cao hơn bơ và bơ thực vật. Chúng chứa ít nước hơn và do đó ít bị bắn tung tóe hơn, khiến chúng an toàn hơn khi chiên. Mỡ lợn và shortening có hàm lượng chất béo cao hơn so với khoảng 80% của bơ và bơ thực vật. Bơ thực vật và shortening làm bánh có xu hướng chứa một vài phần trăm monoglyceride trong khi các loại bơ thực vật khác thường có ít hơn. "Các loại shortening có tỷ lệ cao" như vậy hòa trộn tốt hơn với các thành phần ưa nước như tinh bột và đường. Đặc tính của shortening có tính dẻo, xốp, màu trắng đục, bề mặt bóng mịn không bị nứt và thường nóng chảy ở nhiệt độ cao. Khi nóng chảy, shortening có dạng trong suốt, màu vàng nhạt, không có mùi nhưng lại có vị đặc trưng của nguyên liệu làm ra nó, nên được dùng để làm bánh hoặc một số công thức nấu ăn khác. Thành phần của shortening là hỗn hợp các loại dầu đặc và chất bảo quản, dường như không cho thêm bất kỳ chất phụ gia khác.